# Saison 3 de Jane the Virgin
Chronologie
Saison 2 Saison 4
Cet article présente les vingt épisodes de la troisième saison de la série télévisée américaine Jane the Virgin.

## Synopsis
La série parle de la vie complètement folle et digne d'une telenovela de Jane Villanueva, une jeune femme qui enfant avait fait à sa grand-mère très pieuse la promesse de rester vierge jusqu'au mariage mais qui se retrouve, à la suite d'une erreur médicale, accidentellement inséminée artificiellement. En plus de cela, le donneur est le patron de Jane, un riche playboy avec qui elle avait flirté plus jeune.

## Distribution

### Acteurs principaux
- Gina Rodriguez (VF : Alice Taurand) : Jane Villanueva
- Andrea Navedo (VF : Géraldine Asselin) : Xiomara « Xo » Villanueva
- Justin Baldoni (VF : Damien Ferrette) : Rafael Solano
- Yael Grobglas (VF : Anouck Hautbois) : Petra Solano / Anezka Archuletta
- Ivonne Coll (VF : Évelyne Grandjean) : Alba Villanueva
- Brett Dier (VF : Adrien Larmande) : Michael Cordero, Jr. (épisodes 1 à 11 et 20)
- Jaime Camil (VF : Yann Peira) : Rogelio de la Vega
- Anthony Mendez (VF : Benoît Allemane) : le narrateur

### Acteurs récurrents
- Christopher Allen (VF : Pascal Nowak) : inspecteur Dennis Chambers (13 épisodes)
- Wes Armstrong (VF : Cédric Barberau) : Scott Archuletta, le gérant du bar et Manager du Marbella et Mari d'Anezka (11 épisodes)
- Joseph Sanders : Mateo Gloriano Rogelio Solano Villanueva (10 épisodes)
- Johnny Messner (VF : Jérémie Covillault) : Chuck Cheeser / JP[1] (9 épisodes)
- Shelly Bhalla (VF : Maïa Llaudois) : Krishna Dhawan, l'assistante de Petra (9 épisodes)
- Ricardo Chavira (VF : Vincent Bonnasseau) : Bruce[2] (8 épisodes)
- Mia Allan et Ella Allan : Anna et Elsa "Ellie" Solano, les filles de Rafael et Petra (8 épisodes)
- Alfonso DiLuca (VF : Philippe Siboulet) : Jorge Garcia, le manager de la boutique de souvenir du Marbella (8 épisodes)
- Yara Martinez (VF : Véronique Desmadryl) : Dr Luisa Alver (7 épisodes)
- Justina Machado (VF : Annie Milon) : Darcy Factor[3] (7 épisodes)
- Bridget Regan (VF : Valérie Siclay) : Rose Solano / Sin Rostro (5 épisodes)
- Melanie Mayron (VF : Isabelle Leprince) : Marlene Donaldson (5 épisodes)
- Francisco San Martin : Fabian Regalo Del Cielo, la co-star de Rogelio (5 épisodes)
- Sofia Pernas : Catalina Maria Mora, la cousine de Jane (5 épisodes)
- Diane Guerrero (VF : Magali Rosenzweig) : Lina Santillian (4 épisodes)
- Elisabeth Röhm (VF : Dominique Vallée) : Eileen / Rose Solano[4] (4 épisodes)
- Minka Kelly : Abbey Whitman, la petite amie de Rafael (3 épisodes)
- Evan Todd : Jeremy Howe, l'éditeur de Jane (3 épisodes)
- Maya Kazan : Chloe Leland, la patronne de Jane (3 épisodes)

### invités
- Tyler Posey : Adam Alvaro[5](épisode 20)
- Jane Seymour (VF : Béatrice Delfe) : Amanda Elaine (épisode 4)
- Fabiana Udenio : Elena Di Nola / Mutter (épisode 3)

## Production

### Développement
Le 11 mars 2016, The CW annonce le renouvellement de la série pour une troisième saison.
En août 2016, The CW annonce que la troisième saison se composera de vingt épisodes.

### Diffusions
- Aux États-Unis, la saison a été diffusée du 17 octobre 2016 au 22 mai 2017 sur The CW ;
- Au Canada, la saison est disponible le lendemain de sa diffusion américaine sur Shomi[8], puis sur Netflix.
- En France, la saison sera diffusée à partir du 10 septembre 2017 sur Téva[9]
- A la Réunion , la saison 3 est diffusée depuis le 23 janvier 2019 sur Antenne Réunion (seulement que le mercredi après-midi).

## Liste des épisodes

### Épisode 1:Flashback
- États-Unis : 17 octobre 2016 sur The CW[10]
- France : 
  - 10 septembre 2017 sur Téva
  - 8 novembre 2018 sur M6
- Québec : 25 septembre 2017 sur VRAK[11]

- États-Unis : 1,09 million de téléspectateurs[12] (première diffusion)

### Épisode 2:Dossier brûlant
- États-Unis : 24 octobre 2016 sur The CW
- France : 
  - 10 septembre 2017 sur Téva
  - 8 novembre 2018 sur M6
- Québec : 2 octobre 2017 sur VRAK

- États-Unis : 1,10 million de téléspectateurs[13] (première diffusion)

### Épisode 3:Vingt-mille lieues sous les mers
- États-Unis : 31 octobre 2016 sur The CW
- France : 
  - 10 septembre 2017 sur Téva
  - 9 novembre 2018 sur M6
- Québec : 9 octobre 2017 sur VRAK

- États-Unis : 970 000 téléspectateurs[15] (première diffusion)

### Épisode 4:Flamants roses party
- États-Unis : 7 novembre 2016 sur The CW
- France : 
  - 17 septembre 2017 sur Téva
  - 9 novembre 2018 sur M6
- Québec : 16 octobre 2017 sur VRAK

- États-Unis : 1,08 million de téléspectateurs[16] (première diffusion)

### Épisode 5:La garce est de retour
- États-Unis : 14 novembre 2016 sur The CW
- France : 
  - 17 septembre 2017 sur Téva
  - 12 novembre 2018 sur M6
- Québec : 23 octobre 2017 sur VRAK

- États-Unis : 930 000 téléspectateurs[17] (première diffusion)

### Épisode 6:Un oiseau de mauvais augure
- États-Unis : 21 novembre 2016 sur The CW
- France : 
  - 17 septembre 2017 sur Téva
  - 12 novembre 2018 sur M6
- Québec : 30 octobre 2017 sur VRAK

- États-Unis : 1,01 million de téléspectateurs[18] (première diffusion)

### Épisode 7:Speed dating
- États-Unis : 28 novembre 2016 sur The CW
- France : 
  - 24 septembre 2017 sur Téva
  - 13 novembre 2018 sur M6
- Québec : 6 novembre 2017 sur VRAK

- États-Unis : 1,15 million de téléspectateurs[19] (première diffusion)

### Épisode 8:Le Grain de miel
- États-Unis : 23 janvier 2017 sur The CW
- France : 
  - 24 septembre 2017 sur Téva
  - 13 novembre 2018 sur M6
- Québec : 13 novembre 2017 sur VRAK

- États-Unis : 990 000 téléspectateurs[20] (première diffusion)

### Épisode 9:No stress
- États-Unis : 30 janvier 2017 sur The CW
- France : 
  - 1er octobre 2017 sur Téva
  - 14 novembre 2018 sur M6
- Québec : 20 novembre 2017 sur VRAK

- États-Unis : 910 000 téléspectateurs[21] (première diffusion)

### Épisode 10:Le Dernier Souffle
- États-Unis : 6 février 2017 sur The CW
- France : 
  - 1er octobre 2017 sur Téva
  - 14 novembre 2018 sur M6
- Québec : 27 novembre 2017 sur VRAK

- États-Unis : 930 000 téléspectateurs[22] (première diffusion)

### Épisode 11:Chasse au trésor
- États-Unis : 13 février 2017 sur The CW
- France : 
  - 8 octobre 2017 sur Téva
  - 15 novembre 2018 sur M6
- Québec : 4 décembre 2017 sur VRAK

- États-Unis : 1,07 million de téléspectateurs[23] (première diffusion)

### Épisode 12:Le factor ajouté
- États-Unis : 20 février 2017 sur The CW
- France : 
  - 8 octobre 2017 sur Téva
  - 15 novembre 2018 sur M6
- Québec : 11 décembre 2017 sur VRAK

- États-Unis : 1,06 million de téléspectateurs[24] (première diffusion)

### Épisode 13:Rien ne va plus
- États-Unis : 27 février 2017 sur The CW
- France : 
  - 15 octobre 2017 sur Téva
  - 16 novembre 2018 sur M6
- Québec : 8 janvier 2018 sur VRAK

- États-Unis : 880 000 téléspectateurs[25] (première diffusion)

### Épisode 14:La Page manquante
- États-Unis : 20 mars 2017 sur The CW
- France : 
  - 15 octobre 2017 sur Téva
  - 16 novembre 2018 sur M6
- Québec : 15 janvier 2018 sur VRAK

- États-Unis : 840 000 téléspectateurs[26] (première diffusion)

### Épisode 15:Pour un flirt avec toi
- États-Unis : 27 mars 2017 sur The CW
- France : 
  - 22 octobre 2017 sur Téva
  - 19 novembre 2018 sur M6
- Québec : 22 janvier 2018 sur VRAK

- États-Unis : 890 000 téléspectateurs[27] (première diffusion)

### Épisode 16:Sans modération
- États-Unis : 24 avril 2017 sur The CW
- France : 
  - 22 octobre 2017 sur Téva
  - 19 novembre 2018 sur M6
- Québec : 29 janvier 2018 sur VRAK

- États-Unis : 790 000 téléspectateurs[28] (première diffusion)

### Épisode 17:Amies pour la vie
- États-Unis : 1er mai 2017 sur The CW
- France : 
  - 29 octobre 2017 sur Téva
  - 20 novembre 2018 sur M6
- Québec : 5 février 2018 sur VRAK

- États-Unis : 770 000 téléspectateurs[29] (première diffusion)

### Épisode 18:Sex in the city
- États-Unis : 8 mai 2017 sur The CW
- France : 
  - 29 octobre 2017 sur Téva
  - 21 novembre 2018 sur M6
- Québec : 12 février 2018 sur VRAK

- États-Unis : 990 000 téléspectateurs[30] (première diffusion)

### Épisode 19:Un mariage de conte de fées
- États-Unis : 15 mai 2017 sur The CW
- France : 
  - 5 novembre 2017 sur Téva
  - 22 novembre 2018 sur M6
- Québec : 19 février 2018 sur VRAK

- États-Unis : 760 000 téléspectateurs[31] (première diffusion)

### Épisode 20:La boucle est bouclée
- États-Unis : 22 mai 2017 sur The CW
- France : 
  - 5 novembre 2017 sur Téva
  - 23 novembre 2018 sur M6
- Québec : 26 février 2018 sur VRAK

- États-Unis : 960 000 téléspectateurs[32] (première diffusion)